# 黄鳍多棘鳞鲀
黄鳍多棘鳞鲀（学名：Sufflamen chrysopterus），又稱金鰭鼓氣鱗魨，俗名咖啡砲彈、金鰭鼓氣板機魨，为輻鰭魚綱魨形目鳞鲀科的一種。

## 分布
本魚分布于印度西太平洋區，包括東非、南非、红海、留尼旺、斯里蘭卡、印度、馬爾地夫、日本、中國、台灣、泰國、越南、印尼、新幾內亞、澳洲、密克羅尼西亞、新喀里多尼亞、帛琉、菲律賓、東加、斐濟、關島、薩摩亞群島。该物种的模式产地在东南亚和新西兰科罗曼德。

## 深度
水深1至50公尺。

## 特徵
本魚體側扁，呈卵形；口小，魚皮粗糙鱗片細小。幼魚體色較淡，上褐下白；成魚則轉變為深橄欖綠或深褐色，眼下具一細長白色橫帶。第一根背鰭棘粗短且能直立鎖定，第二背鰭與臀鰭寬大且對稱。尾其上下葉具白緣，背鰭硬棘3枚；背鰭軟條26至28枚；臀鰭軟條23至26枚，體長可達30公分。

## 生態
本魚棲息於礁沙混合區，性情溫和，遇敵時則躲入礁縫凹陷處。屬雜食性，以藻類及底棲動物為主食。築缽形巢於沙地，親魚會護卵。

## 經濟利用
可食用，但多做為觀賞魚。